# Дикое (озеро, Хакасия)
Ди́кое (Большо́е Ди́кое) — озеро, расположенное на Косинском хребте в долине левого притока реки Бюря, в 15 км к северу от г. Сорск на территории Боградского района Хакасии.
Длина — 900 м, ширина — 440 м, площадь — 0,3 км², глубина — до 7 м. Имеет овальную форму, опружено. Минерализация воды 0,3 г/дм³, сточное. Котловина тектонического происхождения. На дне имеются выходы радоновых вод, приуроченные к глубинным зонам дробления осадочно-метаморфических отложений, воды безнапорные, пресные, температура +4 °C, гидрокарбонатно-сульфатные, кальциевые, минерализация не превышает 0,7 г/литр, залегают на глубине более 80 м.
Окрестности озера являются зоной неорганизованного отдыха населения Республики Хакасия и Красноярского края. По берегам — смешанный лес (сосна, лиственница, береза).

## Дикоозёрское месторождение радоновых вод
Расположено в 10 км северо-восточнее г. Сорска, в непосредственной близости от железнодорожной станции «Туманный» ветки Абакан — Ачинск. Геологоразведочные работы проводились в 1978—1980, 1983—1985. Месторождение приурочено к зоне дробления. Вмещающие породы представлены графито-глинистыми и кремнистыми сланцами. Воды безнапорные. Глубина водоносного горизонта 100 м, мощность — 30 м, коэффициент фильтрации — 0,7 м/сутки. По химическому составу воды гидрокарбонатно-сульфатные, кальциево-магниевые, с минерализацией 0,6-0,7 г/л. Содержание радона — 66 нКи/л. Радоновые воды локализуются в пределах зон трещиноватости и характеризуются ограниченным очаговым распространением.
Источниками формирования эксплуатационных запасов являются в основном естественные ресурсы. Главным компонентом месторождения, определяющим его бальнеологическую ценность, является радон. Микрокомпоненты, нормируемые ГОСТ 13273-73, содержатся в незначительных количествах. Ненормируемые микрокомпоненты представлены медью, цинком, марганцем, стронцием, серебром, титаном, никелем, висмутом, барием. Содержание их изменяется в широких пределах и не превышает 100 мкг/л.
Из специфических элементов, усиливающих бальнеологическое воздействие воды, присутствует железо общее в количествах от единиц мкг/л до 20,3 мкг/л. Эксплуатационные запасы радоновых вод средней концентрации утверждены ГКЗ СССР в количестве 265 м³/сутки. Бальнеологическая ценность радоновых вод подтверждена Томским НИИ курортологии. Радоновые воды рекомендованы только для наружного применения. По результатам бактериологических анализов воды отвечают требованиям ГОСТ 2874-82 и относятся к Хусартаевскому типу. Ближайшими аналогами являются Липовское и Колываньско месторождения. С 1989 на базе разведанных запасов действует санаторий «Туманный». Воды при меняются с подогревом в виде ванн для лечения болезней суставов, костей, мышц, нервной системы, гинекологических, кожных и сердечно-сосудистых заболеваний.